# Modasa
Modasa là một thành phố và khu đô thị của quận Sabar Kantha thuộc bang Gujarat, Ấn Độ.

## Địa lý
Modasa có vị trí 23°28′B 73°18′Đ / 23,47°B 73,3°Đ Nó có độ cao trung bình là 197 mét (646 feet).

## Nhân khẩu
Theo điều tra dân số năm 2001 của Ấn Độ, Modasa có dân số 54.056 người. Phái nam chiếm 51% tổng số dân và phái nữ chiếm 49%. Modasa có tỷ lệ 74% biết đọc biết viết, cao hơn tỷ lệ trung bình toàn quốc là 59,5%: tỷ lệ cho phái nam là 81%, và tỷ lệ cho phái nữ là 67%. Tại Modasa, 13% dân số nhỏ hơn 6 tuổi.